# James Heath
James Heath, född 1962, är en amerikansk forskare och professor i kemi vid Caltech och professor i molekylär och medicinsk farmakologi vid UCLA. Han är ett välkänt namn inom nanotekniken.

## Biografi
Heath studerade kemi vid Baylon University och fortsatte med att doktorera vid Rice University, något han blev klar med år 1988. Under sin tid på Rice var han med i den forskargrupp som år 1985 upptäckte Buckminsterfullerenen (C60), en upptäckt som gav de tre forskningsledarna i gruppen Nobelpriset i kemi år 1996.
Efter avslutad doktorandtjänst började han forska på University of California, Berkeley som en del i Miller Fellow-programmet, ett program på universitetet som stöder världens främsta unga forskare.
År 1991 började han arbeta på IBM Watson Labs och stannade här till 1993.
Året därpå fick han en tjänst på UCLA och grundade här år 2000 California NanoSystems Institute (CNSI), ett center för tvärvetenskaplig forskning med fokus på att universitetet och näringslivet i högre grad ska samarbeta, och att snabbt få ut produkter baserade på nanoteknik på marknaden.

## Forskning
Heaths forskningsgrupp på UCLA håller på med tre olika projekt:
- Hur kemiskt framställda kvantprickar kan användas som konstgjorda atomer. Detta skulle resultera i atomer som går att designa till att få exakt rätt egenskaper för olika ändamål. Kan man designa atomerna i ett material kan man också designa materialet precis som man vill.
- Hur man genom kemisk syntes skulle kunna bygga upp en dator, med hjälp av bottom up-tekniken.
- Förstå hur elektriska signaler i biologiska system fungerar, till exempel jonkanalerna i cellerna. Detta genom att utveckla ett optiskt skanningmikroskop som gör det möjligt att undersöka olika delar inuti kroppen utan att skära i den.

## Bedrifter
Förutom att Heath var med i gruppen som hittade Buckminsterfullerenen, har han genom sin karriär tagit emot en rad olika priser och utmärkelser, bland annat tog han år 2000 tillsammans med Stanley Williams emot Feynmanpriset i nanoteknik för att ha lyckats bygga en molekylär strömbrytare.
Han innehar 26 olika patent, har publicerat minst 69 vetenskapliga artiklar som tillsammans blivit citerade nästan 6000 gånger.

## Fotnoter
1. ↑  läs online, www.chem.ucla.edu .[källa från Wikidata]
2. ↑  läs online, heath.isbscience.org .[källa från Wikidata]
3. ↑  ORCID Public Data File 2024, 4 oktober 2024, 10.23640/07243.27151305.V1, läs onlineläs online, läst: 21 december 2024.[källa från Wikidata]
4. ↑  läs online, www.packard.org .[källa från Wikidata]
5. 1 2  ”Arkiverade kopian”. Arkiverad från originalet den 20 februari 2012. https://web.archive.org/web/20120220040734/http://www.caltechcancer.org/node/2. Läst 28 november 2012.
6. ↑   http://millerinstitute.berkeley.edu/page.php?nav=11
7. ↑  ”Arkiverade kopian”. Arkiverad från originalet den 10 mars 2017. https://web.archive.org/web/20170310213819/http://www.cnsi.ucla.edu/staticpages/about-us. Läst 28 november 2012.
8. ↑  http://www.chem.ucla.edu/dept/Faculty/heath.html/
9. ↑  ”Arkiverade kopian”. Arkiverad från originalet den 25 augusti 2012. https://web.archive.org/web/20120825012323/http://www.foresight.org/about/2000Feynman.html. Läst 28 november 2012.
10. ↑  http://www.engr.uky.edu/~heath/jrhres1.pdf
11. ↑  ”Arkiverade kopian”. Arkiverad från originalet den 24 juli 2012. https://web.archive.org/web/20120724125140/http://www.worldofchemicals.com/newsletter/2011/05/newsletter-17-may-2011.html. Läst 28 november 2012.